# Loïc Chetout
Loïc Chetout (Bayonne, 23 september 1992) is een Frans-Baskisch wielrenner die anno 2019 rijdt voor Cofidis, Solutions Crédits. In het najaar van 2014 liep hij al stage bij deze ploeg, en in het najaar van 2013 liep hij stage bij de Baskische continentale formatie van Euskadi. Chetout kwam op 28 mei 2016 in het nieuws toen hij tijdens de Ronde van België de eerste zorgen toediende aan Stig Broeckx. In 2019 besloot Chetout zijn fiets aan de haak te hangen na een profcarrière van vijf jaar.

## Overwinningen
2014
3e etappe Ronde van de Isard

## Resultaten in voornaamste wedstrijden
| Jaar | Ronde van Italië | Ronde van Frankrijk | Ronde van Spanje |
| ---- | ---------------- | ------------------- | ---------------- |
| 2016 |                  |                     | 138e             |
| 2017 |                  |                     |                  |
| 2018 |                  |                     | 144e             |

| Jaar | Milaan-San Remo | Gent-Wevelgem | Ronde van Vlaanderen | Parijs-Roubaix | Parijs-Tours |
| ---- | --------------- | ------------- | -------------------- | -------------- | ------------ |
| 2016 |                 |               |                      |                |              |
| 2017 |                 | 108e          | opgave               | buit.tijd      |              |
| 2018 | opgave          | opgave        |                      |                | opgave       |

## Ploegen
- 2013 –  Euskadi (stagiair vanaf 1-8)
- 2014 –  Cofidis, Solutions Crédits (stagiair vanaf 1-8)
- 2015 –  Cofidis, Solutions Crédits
- 2016 –  Cofidis, Solutions Crédits
- 2017 –  Cofidis, Solutions Crédits
- 2018 –  Cofidis, Solutions Crédits
- 2019 –  Cofidis, Solutions Crédits